# Märtyrerin der Liebe
Märtyrerin der Liebe ist ein deutsches Stummfilmmelodram aus dem Jahre 1915 mit Henny Porten in der Hauptrolle.

## Handlung
Carola Königswerth ist eine große Kunstliebhaberin und betreibt daher mit Begeisterung Hobbybildhauerei. Eines Tages besucht die junge Gräfin mit ihrem Vater, Graf Königswerth, und ihrem Verlobten, Legationsrat von Friesen, eine Kunstausstellung. Dort lernt sie den bekannten Maler und Bildhauer Professor Alexander Frey kennen. Carolas Vater, der von der Kunstbegeisterung seiner Tochter weiß, will ihr eine Freude machen und bittet Frey, sie als seine Schülerin in seine Meisterklasse aufzunehmen. Eines Tages gesteht der Professor, dass nur Carola, als seine persönliche Muse, ihn zu neuer Kunst inspirieren könne, und bittet sie, ihm Modell zu stehen. Genauer gesagt: Er benötige nur ihren Arm, dessen Formung nunmehr bei seiner neuesten Skulptur Einzug findet. Der aristokratische Verlobte ist empört über so viel Impertinenz und teilt dies Carolas Vater mit. Carola wiederum ist über sein Verhalten, nämlich dass ihr Verlobter ihr unlautere anstatt rein künstlerischer Motive unterstellt, derart sauer, dass sie ihm den Verlobungsring vor die Füße wirft. Schließlich entspinnt sich zwischen Carola und Frey allmählich tatsächlich mehr als nur das Verhältnis zwischen Künstler und Modell. Sie heiraten und bekommen ein Kind.
Jahre einer glücklichen Beziehung sind seitdem ins Land gegangen, und aus der jungen Frau ist selbst eine ausgereifte Künstlerin geworden. An einer Ausschreibung für eine Brunnenfigur will Carola nun auch teilnehmen. Ein wenig gönnerhaft gestattet dies ihr Ehemann, im festen Glauben daran, diesen Wettbewerb selbstverständlich zu gewinnen. Carolas Entwurf gewinnt, der ihres Mannes schafft es lediglich auf den zweiten Platz. Ihr Gatte reagiert völlig verstört, aus seinem aus gekränkter männlicher Eitelkeit geborenem Neid entwickelt sich in kürzester Zeit blanker Hass. Er stößt sie öffentlich zurück und will sich bei einer Feier, die anlässlich ihres Sieges gegeben wird, coram publico erschießen. Carola ist völlig entsetzt über den offensichtlichen Schmerz, der seit dieser Niederlage in ihrem Gatten wütet, und entreißt ihm im letzten Moment die Schusswaffe. Um seinem zutiefst verletzten Ego Genüge zu leisten, eilt sie in den Raum, wo ihr erster Preis ausgestellt wird, und zertrümmert vor den Augen der Gäste ihre ausgezeichnete Skulptur. Bei diesem Berserkerakt verletzt sie ihre Schaffenshand derart schwer, dass sie nie mehr künstlerisch tätig werden kann, und beraubt sich damit ihrer größten Freude. Sie wurde ihrem Mann zum Gefallen eine Märtyrerin der Liebe. Frey selbst ist überwältigt von so viel Altruismus und stürzt sich ihr zu Füßen. Dann wendet er sich seinem Kind zu und sagt: „Bete Deine Mutter an, sie ist eine Heilige!“

## Produktionsnotizen
Märtyrerin der Liebe entstand im Messter-Filmatelier in Berlins Blücherstraße 32, passierte die Filmzensur im August 1915 und wurde am 27. August 1915 in mehreren Berliner Kinos uraufgeführt. Der Film hatte drei Akte.

## Kritik
„Der jüngste Henny-Porten-Film ist nach jeder Richtung hin ein Meisterwerk moderner Filmmache und gibt der Künstlerin reiche Gelegenheit, in vorteilhaftester Weise ihr Können zu zeigen und die ganze Anmut ihrer Erscheinung in den Vordergrund zu stellen.“